# Фрасін
Фрасін (рум. Frasin) — місто у повіті Сучава в Румунії.

## Розташування
Місто знаходиться на відстані 345 км на північ від Бухареста, 36 км на захід від Сучави, 141 км на захід від Ясс. За Кубійовичем Фрасин — південна межа української етнічної території.

## Історія
Давнє українське село південної Буковини. За переписом 1900 року в селі Фрасин Кимполунгського повіту був 291 будинок, проживали 1609 мешканців: 279 українців, 581 румун, 352 німці, 185 євреїв, 5 липованів, 159 поляків.

## Адміністративний устрій
Адміністративно місту підпорядковані такі села (дані про населення за 2002 рік):
- Букшоая (1459 осіб)
- Доротея (891 особа)
- Плутоніца (1260 осіб)

## Населення
За даними перепису населення 2002 року у місті проживали 6532 особи.

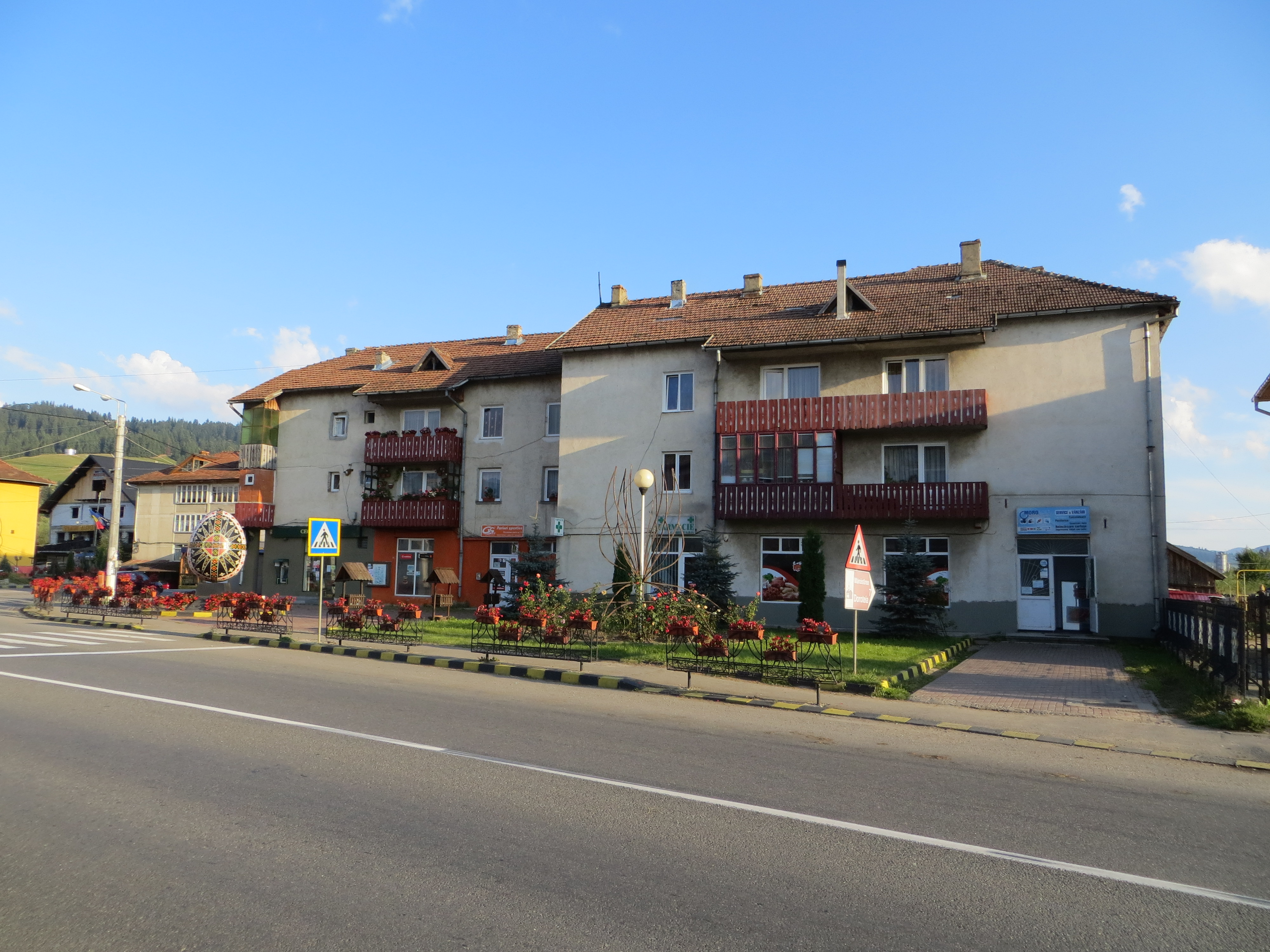
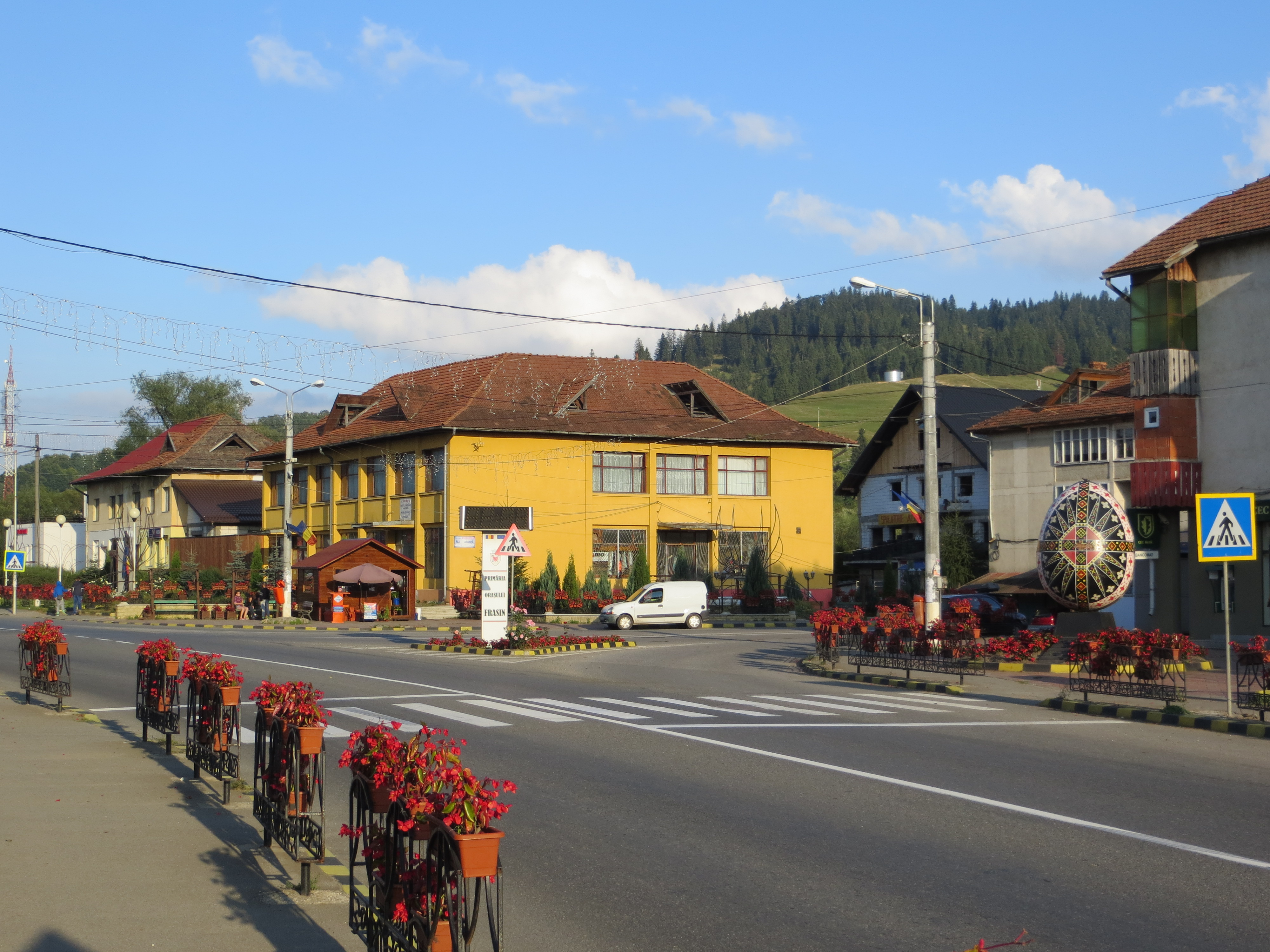
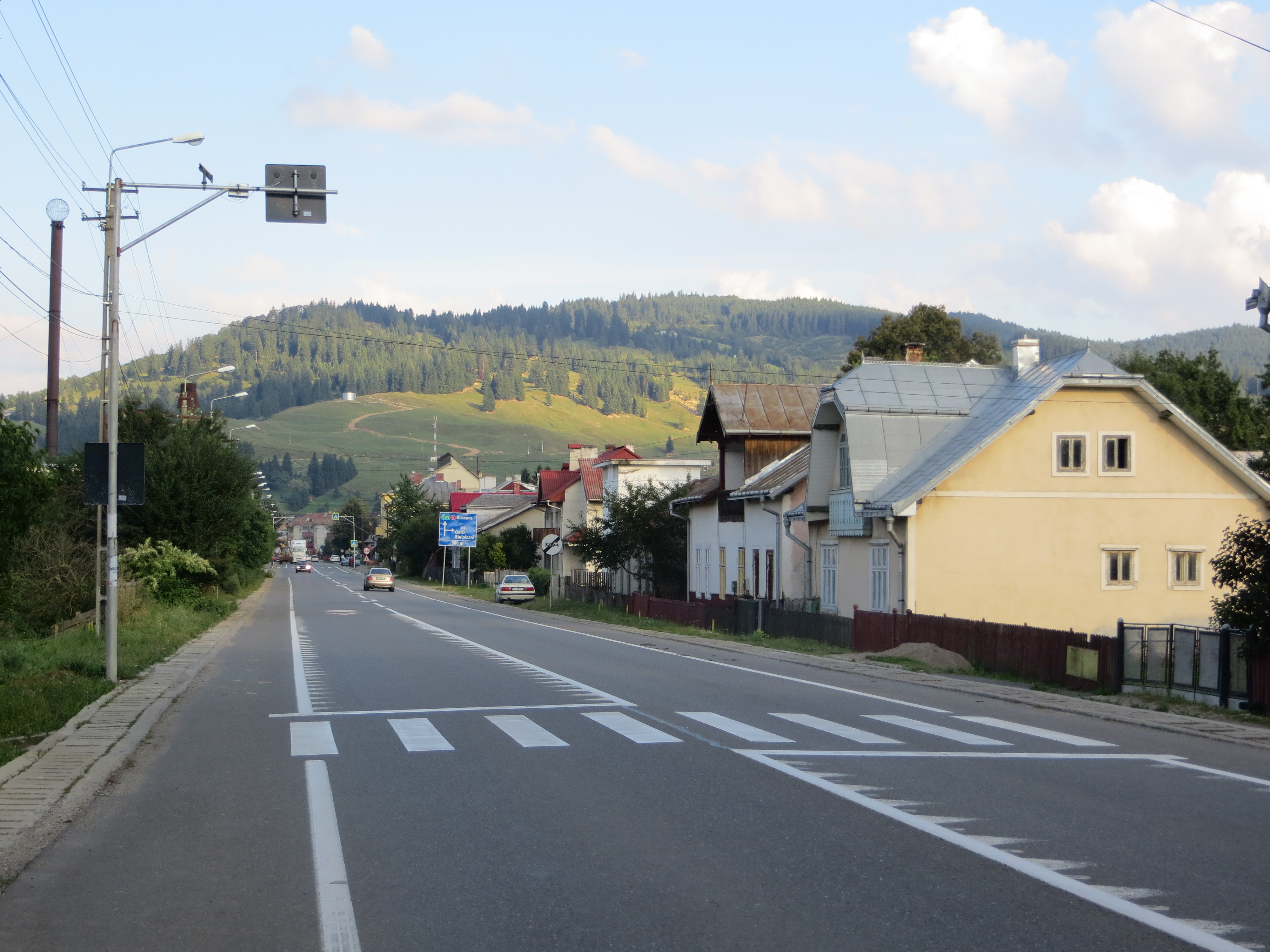
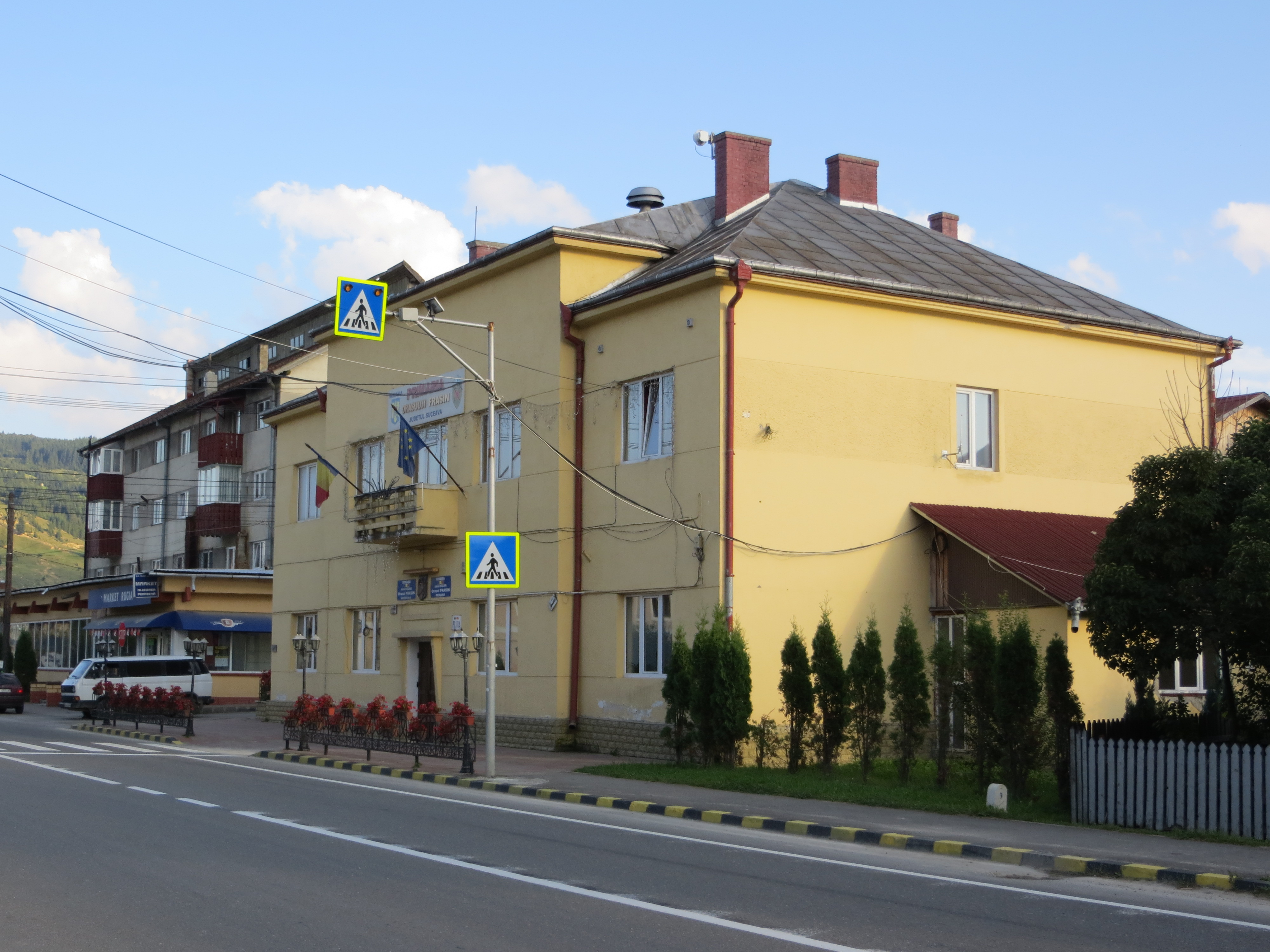
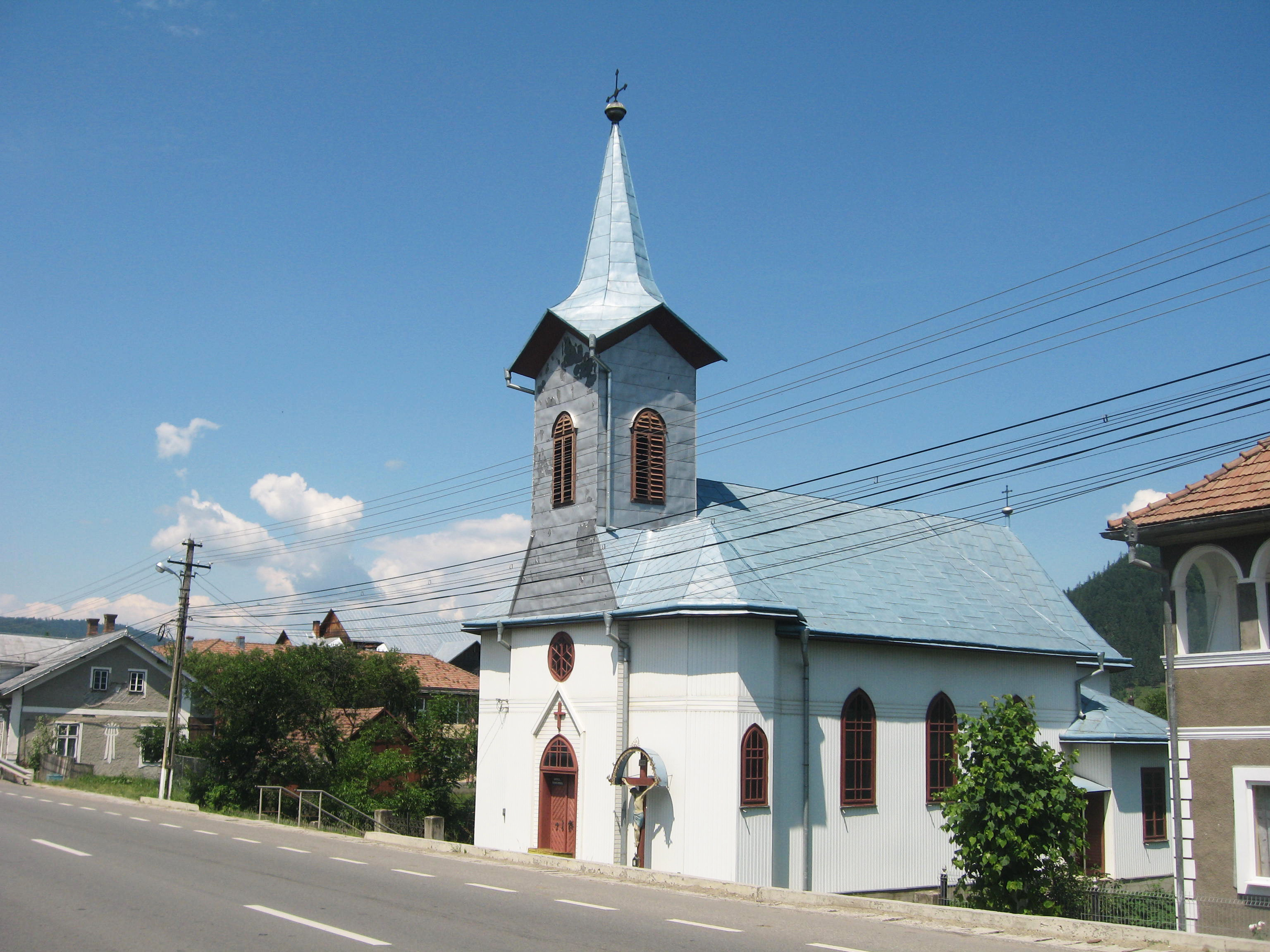
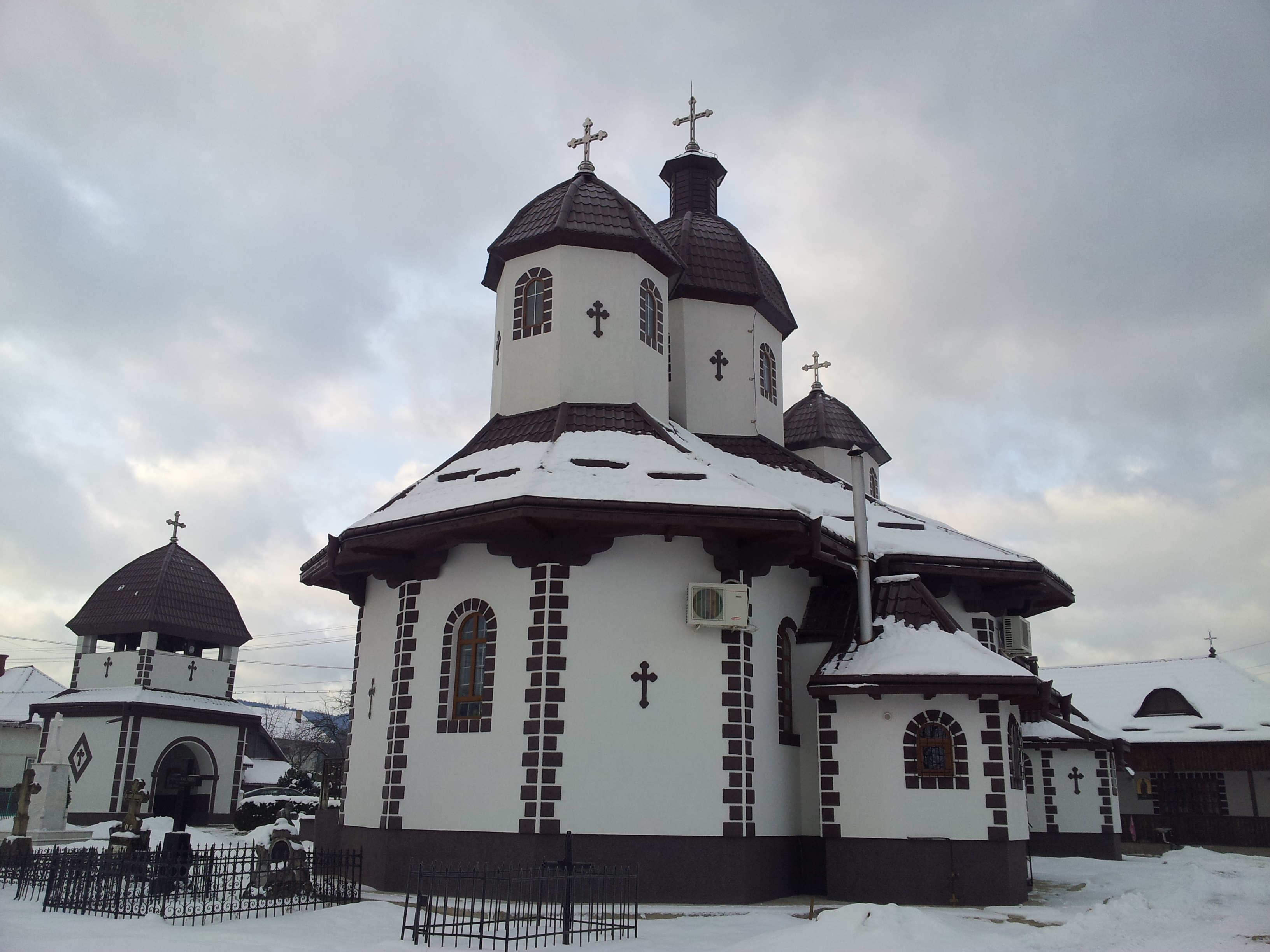

Національний склад населення міста:
| Національність | Кількість осіб | Відсоток |
| -------------- | -------------- | -------- |
| румуни         | 6411           | 98,1%    |
| німці          | 74             | 1,1%     |
| цигани         | 40             | 0,6%     |
| українці       | 3              | < 0,1%   |
| угорці         | 2              | < 0,1%   |
| турки          | 1              | < 0,1%   |
| поляки         | 1              | < 0,1%   |

Рідною мовою назвали:
| Мова      | Кількість осіб | Відсоток |
| --------- | -------------- | -------- |
| румунська | 6473           | 99,1%    |
| німецька  | 42             | 0,6%     |
| циганська | 15             | 0,2%     |
| угорська  | 1              | < 0,1%   |
| польська  | 1              | < 0,1%   |

Склад населення міста за віросповіданням:
| Релігія        | Кількість осіб | Відсоток |
| -------------- | -------------- | -------- |
| православні    | 6357           | 97,3%    |
| римо-католики  | 147            | 2,3%     |
| п'ятдесятники  | 19             | 0,3%     |
| бретрени       | 4              | 0,1%     |
| адвентисти     | 2              | < 0,1%   |
| реформати      | 1              | < 0,1%   |
| греко-католики | 1              | < 0,1%   |
| лютерани       | 1              | < 0,1%   |

## Зовнішні посилання
- Дані про місто Фрасін на сайті Ghidul Primăriilor